# 逢山县
逢山县，中国古县名。
隋朝开皇六年（586年）改临朐县置，治所在今山东省临朐县，属北海郡。大业二年（606年）复为临朐县。 